# 王樹汶案
王樹汶案為清末名臣趙舒翹平反的著名冤案之一。又稱頂兇冤案，视为河南版楊乃武與小白菜案。

## 案情
对于此案，正史、野史多有记叙，亦与官方档案有矛盾、冲突之处。1879年，河南鎮平縣的染匠胡體安，糾集一班衙役趁夜搶劫富豪之家，以供一己之揮霍。同治十三年（1874年）五月廿八日，這伙強盜前往百里之外的河南光山縣，明火執杖洗劫卸任京官尹文法家中。事跡敗露之後，胡體安逃走，且誘騙年僅15歲、並未參與搶劫的隨從王樹汶冒名頂替，即使此案曾被鎮平知縣馬翥、南陽府知府任愷以及臬台吳直的審判，但在官官相護、審理顢頇之下，外觀與胡體安不同的王樹汶依舊被判斬立決。
臨刑前，馱犯人的兩匹騾子突然發狂，衝進城隍廟不動，王趁機喊冤，監斬官陸惺以為有異，奏請複查。然而河南巡撫李鶴年、東河總督梅啟照等人複查審理之後，卻僅將王樹汶的罪名改為從犯，依舊處以死刑。由於此案轟動京城，許多京官上書彈劾此案官員，慈禧太后遂依刑部尚書潘祖蔭之推薦，交付時任刑部員外郎的趙舒翹審理。
趙舒翹頂著壓力，力主詳查，終將時歷三年的王樹汶冤案平反。王樹汶被釋放，李鶴年、梅啟照等參與此案審理的官吏多人以失職罪被判刑。而真兇胡體安依舊逍遙法外，甚至在他地換名繼續當捕頭，未受制裁。都察院副都御史張佩綸在該案疏稿後題寫：「長大吏草菅人命之風，其患猶淺。啟疆臣藐視朝廷之漸，其患實深。」可見當時官場腐敗之至。